# Text-Anthropologie
Text-Anthropologie ist ein von Markus Hilgert (Hilgert 2010) in die kulturwissenschaftliche Theoriebildung eingeführter Begriff, der ein artefakt- und praxis-orientiertes Forschungsparadigma in den text-interpretativen historischen Kulturwissenschaften bezeichnet.

## Ansatz
In loser Anlehnung an die von Hans Belting postulierte ‚Bild-Anthropologie‘ (Belting 2001) thematisiert der ‚text-anthropologische‘ Ansatz den handelnden Menschen als ‚Ort des Textes‘. In Abkehr von der essentialistischen Prämisse textimmanenter, fixierter Sinngehalte ist die ‚Text-Anthropologie‘ nach Hilgert „gegenüber anderen Texttheorien und hermeneutischen Ansätzen dadurch profiliert, dass sie das Geschriebene und die ‚Bedeutungen‘ des Geschriebenen als artefaktisches bzw. epistemisches Produkt sinnhaft regulierten, auf spezifischen kulturellen Wissensordnungen basierenden menschlichen Handelns erfasst. Folglich speisen sich die Forschungsstrategien sowie das methodische Instrumentarium des ‚text-anthropologischen‘ Ansatzes nicht zuletzt aus allen denjenigen wissenschaftlichen Disziplinen, die menschliches Handeln erklären helfen, wie etwa die Soziologie, Praxeologie, Kulturtheorie, Epistemologie, Kognitionswissenschaft oder Psychologie“.

## Voraussetzungen zur Verwendung
Hilgerts Verwendung des Begriffes ‚Text-Anthropologie‘ setzt allerdings „mit Belting … voraus, dass ‚die Rede von Anthropologie....sich nicht an ein bestimmtes Fach‘ bindet, sondern den Wunsch nach einem offenen, interdisziplinären Verständnis‘ des Geschriebenen ‚ausdrückt‘. ‚Desgleichen bezieht sie sich auf eine andere Zeitlichkeit, als sie von evolutionistischen Geschichtsmodellen zugelassen wird‘“. Gerade weil die begriffliche Neuschöpfung ‚Text-Anthropologie‘ „terminologische Friktionen“ hervorrufe, könne sie, so Hilgert, „dazu dienen, die Aufmerksamkeit auf den signifikant ausgedehnten epistemologischen und methodologischen Anspruch“  der von ihm avancierten, theoretisch breit fundierten und grundsätzlich inter- bzw. multidisziplinär verfassten ‚Wissenschaft des Geschriebenen‘ zu lenken.

### Begriffsverwendung
Der ‚text-anthropologische‘ Ansatz dient als theoretische und methodische Grundlage des von der DFG im Jahr 2011 an der Universität Heidelberg eingerichteten kulturwissenschaftlichen Sonderforschungsbereichs 933 „Materiale Textkulturen. Materialität und Präsenz des Geschriebenen in non-typographischen Gesellschaften“.